# Glyphotonga acuminata
Glyphotonga acuminata är en insektsart som beskrevs av Schmidt 1910. Glyphotonga acuminata ingår i släktet Glyphotonga och familjen sköldstritar. Inga underarter finns listade i Catalogue of Life.